# Via Imperii

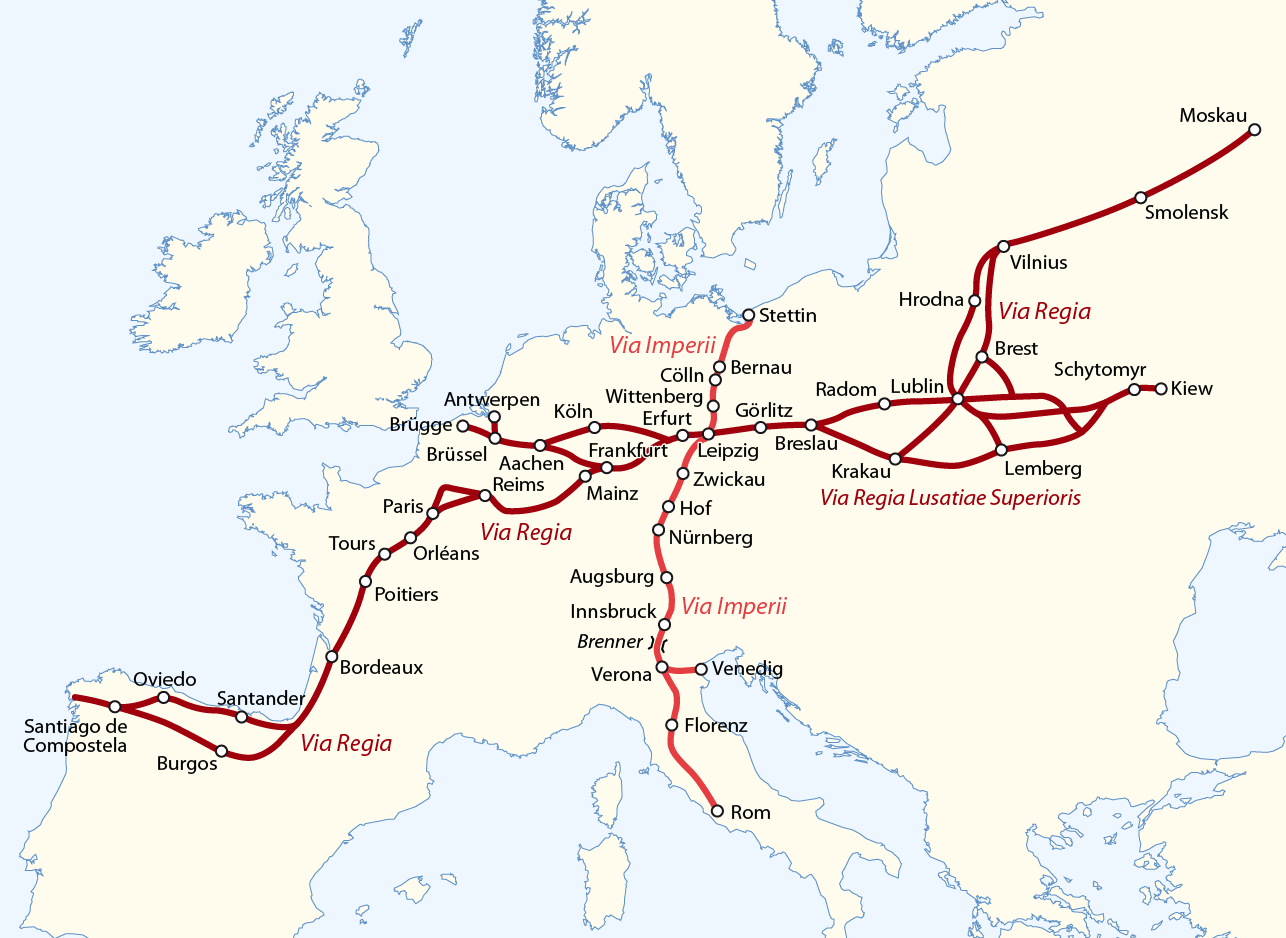
Via Imperii och Via Regia.

Via Imperii var en av de viktigaste vägarna, i vägklassen riksvägar, i Tysk-romerska riket. Denna gamla handelsväg gick i nord-sydlig riktning från Venedig via Brennerpasset genom Tyskland till Östersjön. Vägen passerade genom följande städer:
- Innsbruck i Grevskapet Tyrolen
- Augsburg i Furstbiskopdömet Augsburg
- Riksstaden Nuremberg
- Bayreuth, Berneck, Münchberg och Hof i Furstendömet Bayreuth
- Plauen, Mylau and Reichenbach i Vogtland
- Zwickau, Altenburg, Regis, Borna, Markkleeberg and Connewitz i Markgrevskapet Meissen
- Leipzig – Korsningspunkt med Via Regia
- Wittenberg i Sachsen-Wittenberg
- Cölln/Berlin, huvudstad i Brandenburg
- Bernau bei Berlin
- Stettin i Pommern